# شفيق بدر
شفيق بدر (توفي 27 يونيو 2013) سياسي لبناني. وكان نائبا عن منطقة الشوف في المجلس النيابي اللبناني في الفترة الممتدة من 1972 إلى 1992.